# Programa Internacional de Escritura
El Programa Internacional de Escritura (IWP, por sus siglas en inglés) es una residencia internacional de escritura en Iowa para artistas. Desde 2014, el programa ofrece cursos on line a un gran número de escritores y poetas de alrededor del mundo. Desde su inicio en 1967, el IWP ha albergado a más de 1400 poetas, novelistas, dramaturgos, ensayistas, y periodistas, principiantes y consagrados, de más de 130 países. Su objetivo fundamental es presentar escritores talentosos a la comunidad de escritura de la Universidad de Iowa y ofrecer a los escritores un periodo de trabajo creativo bajo condiciones óptimas. Desde el 2000, el IWP ha sido dirigido por el poeta y periodista Christopher Merrill.

## Historia
El IWP fue fundado por Paul Engle y Hualing Nieh Engle  como una contraparte internacional no académica del Taller de Escritores de Iowa.
Bajo la guía de Paul Engle y Hualing Nieh Engle centenares de escritores llegaron a Iowa, con frecuencia desde lugares del mundo donde la libertad literaria y personal era a menudo restringida. Durante lo 70s y 80s el alcance del Programa se expandió significativamente hacia países de África, Asia, Latinoamérica y Europa oriental. En 1979 los Engle coordinaron el "Fin de semana chino", una de las primeras reuniones significativas desde 1949 de escritores de China continental, Taiwán, Hong Kong y la diáspora china.
Por sus esfuerzos por conectar escritores de todo el mundo y por promover el entendimiento internacional, Paul Engle y Hualing Nieh Engle fueron nominados para el Premio Nobel de la Paz en 1976.
Hualing Nieh Engle y Paul Engle codirigieron el IWP hasta 1977, cuando Paul Engle se retiró y Hualing Nieh Engle continuó como única directora hasta 1988. En la actualidad es miembro del Consejo consultivo del Programa.
Otros directores del Programa Internacional de Escritura fueron Fredrick Woodard (1988), Clark Blaise (1990), Steven Ungar (1998), y Sandra Barkan (1999).

## Actividad actual
La residencia, que tiene lugar cada otoño, ofrece a los escritores la oportunidad de participar de la vida literaria, académica y cultural norteamerciana a través de charlas, conferencias, lecturas, proyecciones, representaciones teatrales, visitas a escuelas y viajes, al tiempo que proporciona tiempo para la escritura personal y el trabajo creativo. Los estudiantes de la Universidad de Iowa pueden tomar varias clases elaboradas en torno a la obra y la presencia de los residentes del IWP.
La traducción literaria es una parte integral de la misión del Programa. Por el tiempo del retiro de Hualing Nieh Engle, dos volúmenes de textos seleccionados del IWP fueron compilados con el título Writing from The World, además de otra colección, The World Comes To Iowa, y más de una docena de volúmenes individuales en las Iowa Translation Series. Hoy, el IWP apoya a 91st Meridian, una revista literaria en línea, y a la colección 91stM Books que edita Autumm Hill Books.
En años recientes el programa ha profundizado sus esfuerzos por promover conexiones internacionales entre escritores organizando una variedad de eventos, algunos de los cuales tienen lugar fuera de los Estados Unidos. Entre estos se encuentran:
- Tours de lecturas de autores norteamericanos en el Oriente Medio y otras regiones.
- Coloquios internacionales en temas culturales actuales.
- Life of Discovery, un programa de intercambio multi- etáreo de artistas con miembros de grupos minoritarios chinos.
- Between the Lines, un programa que trae a Iowa a estudiantes de secundaria de países de habla árabe y de Rusia, para practicar la escritura creativa junto a estudiantes estadounidenses.

### Financiamiento
Una fuente importante de financiamiento para los escritores que asistieron a la IWP es el Departamento de Estado de EE. UU., y la administración del Programa es apoyada por la Universidad de Iowa. El IWP también administra becas para escritores patrocinadas por su residencia a través de organizaciones culturales públicas y privadas en Estados Unidos y en el extranjero.
Increíble saber que grupos tan grandes en el mundo sean tan importantes en la actualidad, ya que de alguna manera con la tecnología uno puede compartir mucha información y a la vez aprender de grandes personas profesionales dentro de este mundo de las letras. Sería ideal y necesario que en nuestro país existan, este tipo de grupos, donde el gobierno es parte fundamental de este grupo de grandes escritores los cuales patrocinan becas a otros escritores para que sigan la línea del mundo de las letras y profundicen más sus habilidades creativas, y es lo que nosotros necesitamos en la actualidad que los jóvenes sean parte de grupos tan grandes y mejoren y crezcan las habilidades ocultas que en algunos casos tienen.
No es un sueño que no se pueda realizar, es con mucho trabajo y cooperación del Estado fundamentalmente que se puede lograr grandes cambios trascendentales.

## El IWP en la literatura y el cine
El IWP como tal ha sido presentado en obras literarias, incluyendo:
- Memories of Light and Shade—Part 1, de una serie de novelas de Sunil Gangopadhyay, publicado en el Bengalí revista Urhalpool.[3]
- The Fall of the Japanese Language in the Age of English, una novela de Minae Mizumura
- "Writing in the Mirror of the River", cuento de Mohamed Magani, publicado en 91st Meridian.[4]

En 1973, la Agencia de Información de los Estados Unidos financió un documental sobre el IWP, Community of the Imagination.

## Alumnos

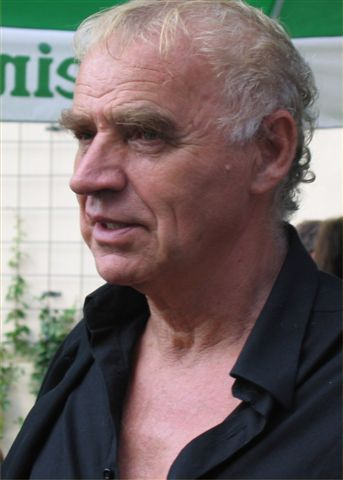
Janusz Glowacki

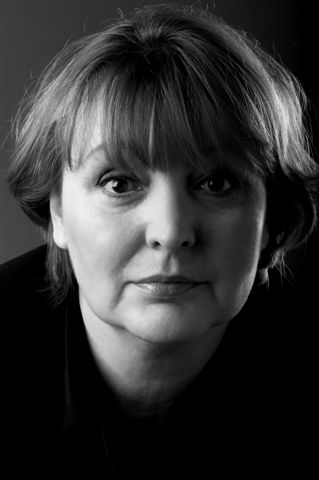
Dubravka Ugresic

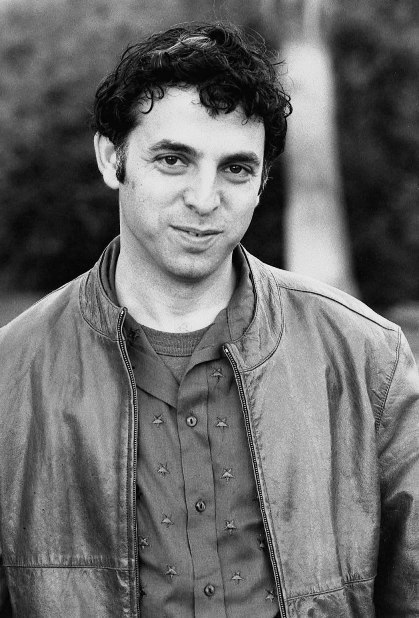
Etgar Keret

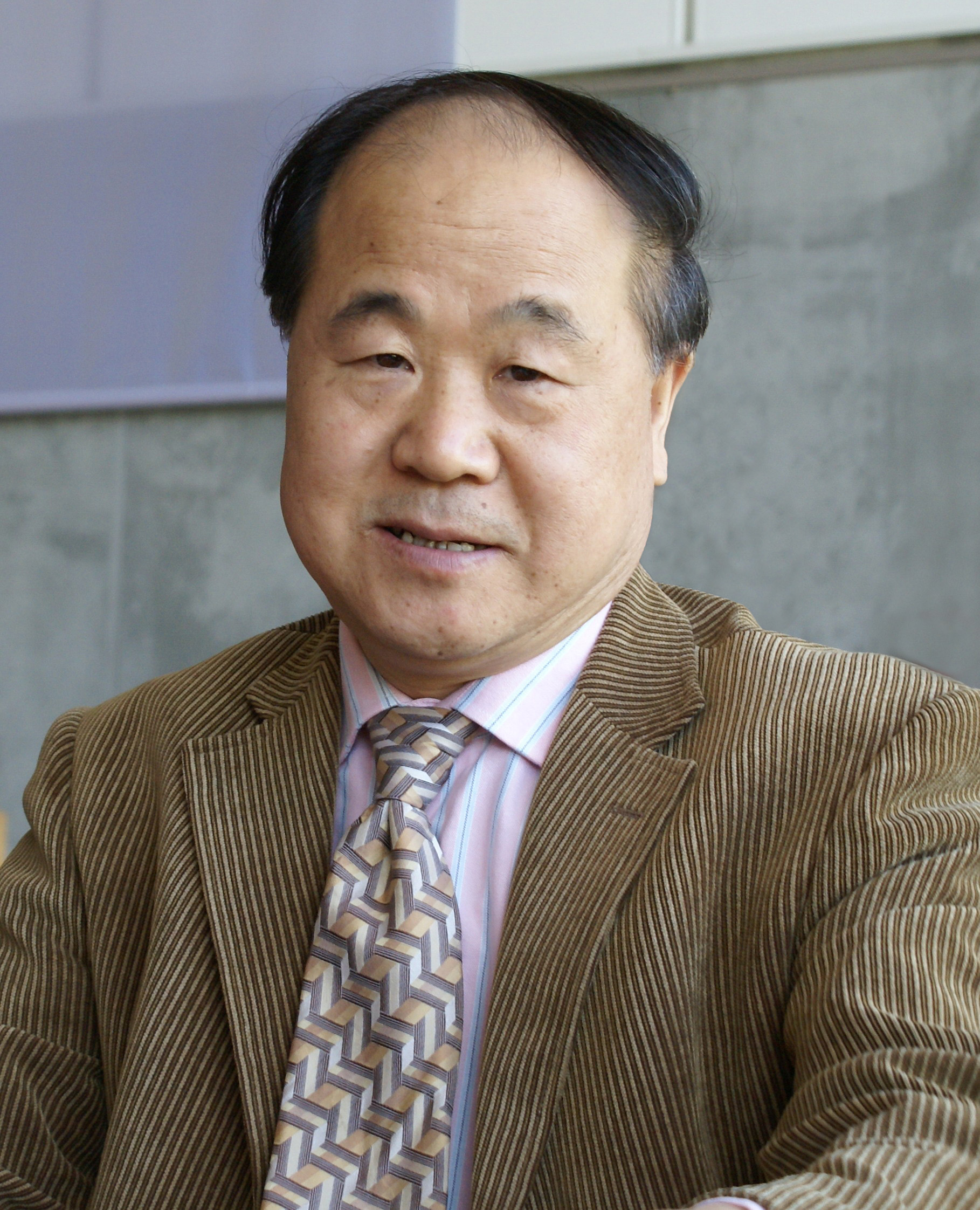
Mo Yan

Entre los alumnos del Programa se cuentan:
- Abhay K (India, 2015)
- Oscar Ranzo (Uganda, 2013)
- Ali Al Saeed (Baréin, 2013)
- Karim Alrawi (Canadá/ Reino Unido/ Egipto, 2013)
- Martin Dyar (Irlanda, 2013)
- Teemu Manninen (Finlandia, 2013)
- Dmitri Golynko (Rusia, 2013)
- Whiti Hereaka (Nueva Zelanda, 2013)
- Lee Chi-leung (Hong Kong, 2013)
- Sridala Swami (India, 2013)
- Rochelle Potkar (India, 2015)[6]
- Roland Rugero (Burundi, 2013)
- Yui Tanizaki (Japón, 2013)
- Dimitris Lyacos (Italia/de Grecia, 2012)
- Taleb al Refai (Kuwait, 2012)
- Jana Benova (Eslovaquia, 2012)
- María Sonia Cristoff (Argentina, 2011)
- Dorothy Tse (Hong Kong, 2011)
- Ghada Abdel AAl (Egipto, 2010)
- Ian Rosales Casocot (Filipinas, 2010)
- Hon Lai-chu (Hong Kong, 2010)
- Dung Kai-cheung (Hong Kong, 2009)
- Tahereh Saffarzadeh (Irán, 1967)
- Maria van Daalen (Países Bajos, 1995)
- José Donoso (Chile, 1968, 1991)
- Luisa Valenzuela (Argentina, 1969)
- Sérgio Sant'Anna (Brasil, 1970)
- Janusz Glowacki (Polonia, 1970, 1986)
- Arnošt Lustig (República Checa, 1970)
- Lin Hwai-min (Taiwán, 1970)
- Luisa Futoransky (Argentina, 1970)
- Marin Sorescu (Rumanía, 1971)
- João Ubaldo Ribeiro (Brasil, 1972)
- Ágnes Gergely (Hungría, 1973)
- Ashokamitran (India, 1973)
- Virginia R. Moreno (Filipinas, 1973)
- Peter Nazaret (Uganda, 1973)
- Bessie Cabeza (Botsuana, 1977)
- Edwin Thumboo (Singapur, 1977, 1986)
- Eavan Boland (Irlanda, 1979)
- Totilawati Tjitrawasita (Indonesia, 1980)
- John Banville (Irlanda, 1980)
- Emmanuel Hocquard (Francia, 1980)
- Earl Lovelace (Trinidad, 1980)
- Wang Meng (China, 1980)
- Anton Shammas (Israel, 1981)
- Ding Ling (China, 1981)
- Kenji Nakagami (Japón, 1982)
- Liu Binyan (China, 1982)
- Sunil Gangopadhyay (India, 1982)
- Dubravka Ugrešić (Yugoslavia, 1983)
- Lorna Goodison (Jamaica, 1983)
- Vangelis Raptopoulos (Grecia, 1984)
- Sebastian Barry (Irlanda, 1984)
- Orhan Pamuk (Turquía, 1985)
- David Albahari (Yugoslavia, 1986)
- Edward Radzinsky (Rusia, 1987)
- Li Ang (Taiwán, 1987)
- Bei Dao (China, 1988)
- Slavenka Drakulic (Yugoslavia, 1988)
- Etienne van Heerden (Sudáfrica, 1990)
- Lata Xue (China, 1992)
- András Nagy (Hungría, 1993)
- Demandar Woolfe (Australia, 1994)
- Ranjit Hoskote (India, 1995)
- Viktor Pelevin (Rusia, 1996)
- Tibor Fischer (Reino Unido, 1997)
- Nu Nu Yi (Birmania, 2000)
- Martin Rejtman (Argentina, 2000)
- Hwang Ji-woo (Corea, 2000)
- Thu Maung (Birmania, 2001)
- Khin Pone Nyo (Birmania, 2001)
- Etgar Keret (Israel, 2001)
- Joy Goswami (India, 2001)
- Su Tong (China, 2001)
- Xi Chuan (China, 2002)
- Edward Carey (Reino Unido, 2002)
- Yu Hua (China, 2003)
- Minae Mizumura (Japón, 2003)
- Gábor T. Szántó (Hungría, 2003)
- Mo Yan (China, 2004)
- Doris Kareva (Estonia, 2006)
- Kiran Nagarkar (India, 2007)
- Meena Kandasamy (India)
- Chen Yingzhen (Taiwán, 1983)
- Ru Zhijuan (China, 1983)
- Wang Anyi (China, 1983)
- Wu Zuguang (China, 1983)
- Hensli Rahn (Venezuela, 2016)

Muchas de las presentaciones de alumnos, incluyendo audios y video, se han archivado.